# 札幌テクノパーク
札幌テクノパーク（さっぽろテクノパーク、英: Sapporo Techno Park）は、札幌市厚別区にある産業団地。この項目では、地名の下野幌テクノパーク（しものっぽろテクノパーク）についても記載している。

## 概要

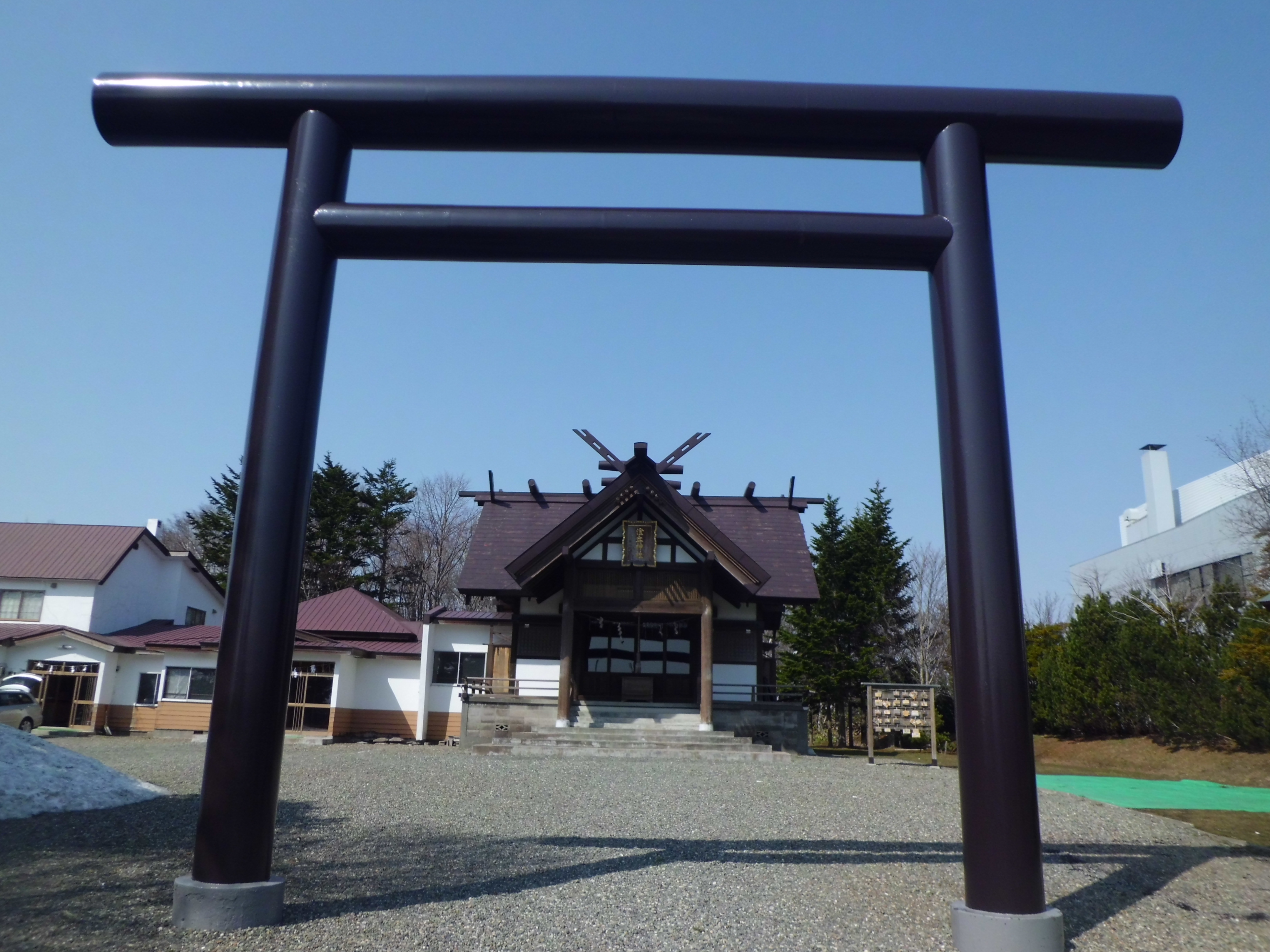
澄丘神社（2015年4月）

札幌市が全国に先駆けて情報通信関連の産業を次代を担う主力産業に育成することを目的に整備した研究開発型の団地である。もみじ台と道立自然公園野幌森林公園に接した緑豊かな環境にあり、総面積29.3 haのうち40 %以上を緑地として確保している。「第1テクノパーク」には札幌市に本社を置くソフトウェア・ハウスやシステム・ハウスなどのIT企業を中心に立地している。また、レンタルオフィスや貸し会議室などを備えた公的支援施設「札幌市エレクトロニクスセンター」がある。「第2テクノパーク」には北海道外に本社を置く大手・中堅企業の開発センター、その子会社や関係会社の開発拠点を中心に立地している。また、開拓時からの神社「澄丘神社」がある。「北海道ITレポート」によると、北海道内のIT産業売上高の10 %以上が札幌テクノパークに集中しており、約2,500人が働く日本国内屈指のIT関連企業の集積拠点となっている。「札幌テクノパーク協議会」を組織しており、企業間の交流活動などを行っている。
| 所在地   | 札幌市厚別区下野幌テクノパーク |
| 総面積   | 29.3 ha                        |
| 用途地域 | 準工業地域                     |
| 電気     | 北海道電力                     |
| 通信     | 光通信                         |
| 水道     | 札幌市公共上水道               |
| 下水     | 札幌市公共下水道（分流式）     |
| ガス     | 北海道ガス                     |

## 沿革
- 1985年（昭和60年）：造成開始[8]。
- 1986年（昭和61年）：「ポンノッポロ橋」開通[9]。10月竣工。第1テクノパーク分譲開始し、「札幌市エレクトロニクスセンター」オープン。
- 1988年（昭和63年）：10月、第2テクノパーク分譲開始[10]。
- 1990年（平成02年）：3月、第2テクノパーク竣工。
- 1991年（平成03年）：地区計画「テクノパーク地区」都市計画決定[11]。

## 立地企業

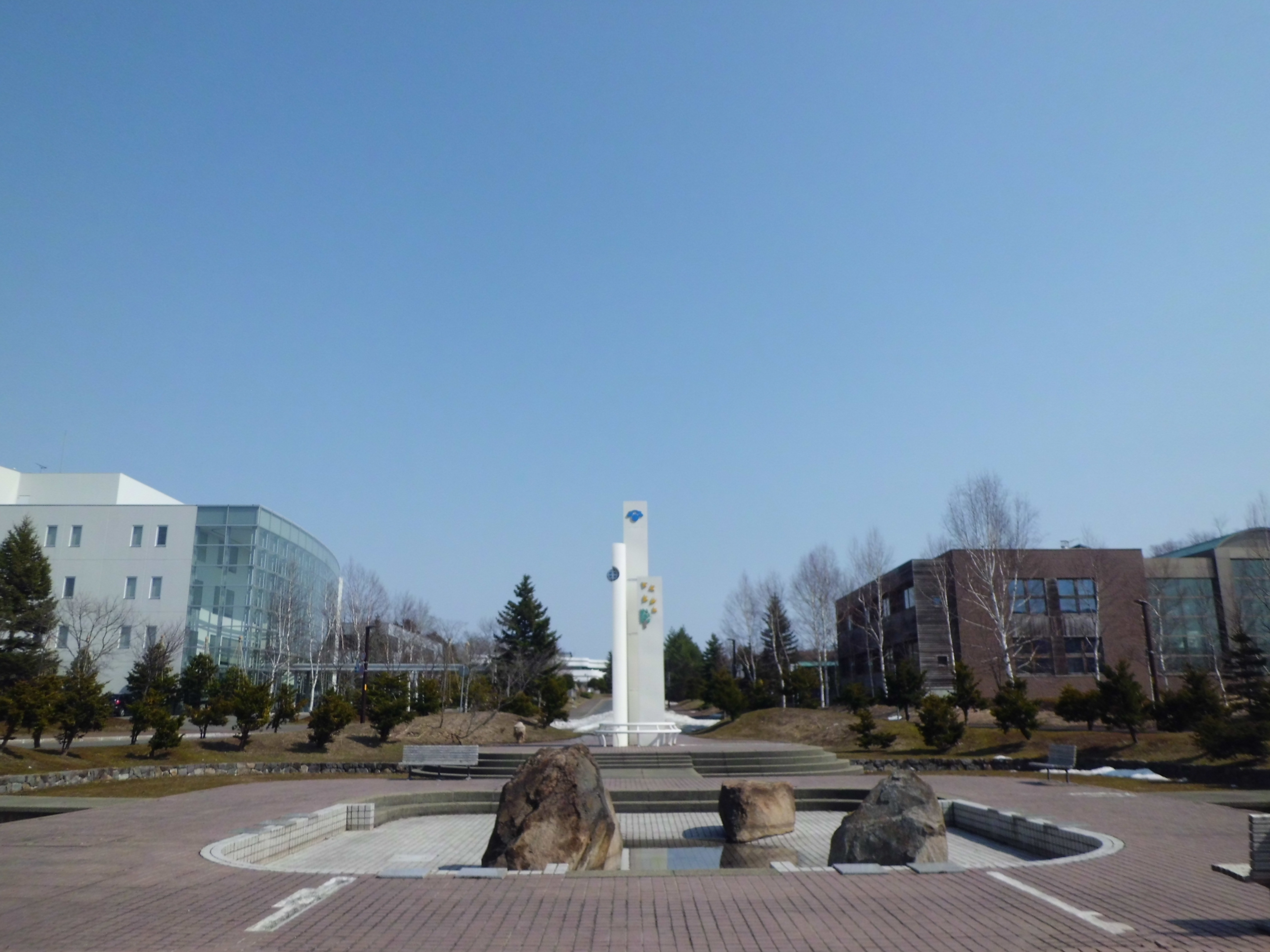
第2テクノパーク（2015年4月）

### 第1テクノパーク
令和6年1月時点。
- 札幌市エレクトロニクスセンター
- SOC株式会社
- DMG MORI Digital株式会社
- 富士通株式会社 札幌システムラボラトリ
- エム・ワイ・エス株式会社
- 日本トータルシステム株式会社
- セイコーシステムエンジニアリング株式会社
- 株式会社ラルズネット
- 丸幸ジオテック株式会社
- 株式会社ASE
- 株式会社エルムデータ
- 株式会社エコニクス

### 第2テクノパーク
令和6年1月時点
- 株式会社つうけんアクト
- 株式会社NTTデータMSE
- 株式会社朋栄
- 北海道オフィス・システム株式会社
- 日本アイ・ビー・エムデジタルサービス株式会社
- 札幌テクノパーク事業所
- セイコーエプソン株式会社 札幌ソフトセンター
- 株式会社太平ホーム北海道
- NDTS株式会社
- 株式会社ピーシーエルジャパン
- 札幌 病理・細胞診センター
- BIPROGY株式会社

## アクセス
- ジェイ・アール北海道バス（空知線）「テクノパーク」「テクノパーク中央」「第2テクノパーク」バス停下車
- 北海道中央バス（白石営業所）「テクノパーク入口」バス停から徒歩約3分
- 北海道旅客鉄道（JR北海道）新札幌駅・札幌市営地下鉄東西線新さっぽろ駅から車で約12分